# 渥太華鎮區 (伊利諾伊州拉薩爾縣)
渥太華鎮區（英語：Ottawa Township）是位於美國伊利諾伊州拉薩爾縣的一個行政鎮區。

## 地方資料
根據2010年美國人口普查的數據，渥太華鎮區的面積為54.50平方千米，當中陸地面積為50.60平方千米，而水域面積為3.90平方千米。當地共有人口11407人，而人口密度為每平方千米209.3人。